# ネポシアーノ
ネポシアーノ （Nepociano de Asturias）は、9世紀初頭のアストゥリアス貴族。842年にアルフォンソ2世が死ぬと王位を簒奪したため、ラミロ1世によって殺害された。

## 生涯
ネポシアーノはアルフォンソ2世の宮廷で宮中伯（comes palatii）であった。年代記においては「cognatus regis」と記されており、これは単に今日の「小舅、義理の兄弟（cuñado）」の意味ではなく、おそらく「血縁の者」（pariente consanguíneo）を意味すると考えられている。彼が王位簒奪の過程でアストゥリアス人、ヴァスコン人の支持を受けたことからも、ネポシアーノがおそらくアルフォンソ2世の身内と考えられ、それは王の母であるムニア（フルエーラ1世の妃）がヴァスコン人であるということで説明がつけられる。
アルフォンソ2世が死ぬと、ネポシアーノはラミロ1世が王位継承の場に不在であったことをいいことに、アルフォンソ2世の後継として名乗り出た。アストゥリアス人とヴァスコン人からなる軍を集めてガリシアでラミロ1世と対決した。ナルセア川のほとりのコルネリャーナで両軍は衝突し、ネポシアーノ軍が敗れた。
捕らえられたネポシアーノは両目を潰され、とある修道院に幽閉された。